# Etne
Etne est une commune norvégienne située dans le district de Sunnhordland du comté de Vestland.

## Géographie
La municipalité est bordée par Kvinneherad à l'ouest et au nord, par Ullensvang et Sauda à l'est, et par Suldal et Vindafjord au sud. Sauda, Suldal et Vindafjord sont situées dans le district voisin de Haugaland du comté de Rogaland.
Le glacier de Folgefonna se trouve en partie sur la commune.

## Personnalités liées à la commune
- Le groupe de rock Joyless en est originaire